# Cladara geminata
Cladara geminata är en fjärilsart som beskrevs av Augustus Radcliffe Grote och Robinson 1867. Cladara geminata ingår i släktet Cladara och familjen mätare. Inga underarter finns listade i Catalogue of Life.